# Palmarès del Football Club Pohang Steelers
Il FC Pohang Steelers è una società calcistica di Pohang, Corea del Sud.
A livello nazionale ha vinto 5 campionati nazionali e 6 coppe nazionali, mentre a livello internazionale si è aggiudicato 3 AFC Champions League (seconda squadra più titolata di sempre in tale torneo ed unica ad eccezione dei sauditi dell'Al-Hilal e dei giapponesi dell'Urawa Reds ad essersela aggiudicata più di 2 volte).

## Competizioni nazionali
- Campionato sudcoreano: 5

1986, 1988, 1992, 2007, 2013
- Coppa della Corea del Sud: 6

1996, 2008, 2012, 2013, 2023, 2024
- Coppa di Lega sudcoreana: 2

1993, 2009

## Competizioni internazionali
- AFC Champions League: 3

1997, 1998, 2009

## Altri piazzamenti
- Campionato sudcoreano:

Secondo posto: 1985, 1995, 2004, 2023
Terzo posto: 1990, 1991, 1994, 1998, 2012, 2015, 2020, 2022
- Coppa della Corea del Sud:

Finalista: 2001, 2002, 2007
Semifinalista: 2020
- Coppa di Lega sudcoreana:

Finalista: 1996, 1997
- AFC Champions League:

Finalista: 2021
- Supercoppa d'Asia:

Finalista: 1997, 1998
- Coppa del mondo per club FIFA:

Terzo posto: 2009
- Coppa dei Campioni afro-asiatica:

Finalista: 1997, 1998
- A3 Champions Cup:

Secondo posto: 2005
- King's Cup:

Secondo posto: 1987